# Уэбб, Дэвид
Дэ́вид Дже́ймс Уэ́бб (англ. David James Webb; 9 апреля 1946, Стратфорд, графство Эссекс, Англия) — английский футболист и тренер. Провел 555 матчей в Футбольной лиге, выступая за английские клубы: «Лейтон Ориент», «Саутгемптон», «Челси», «Куинз Парк Рейнджерс», «Лестер Сити», «Дерби Каунти», «Борнмут» и «Торки Юнайтед». Став тренером он работал с клубами: «Борнмут», «Торки Юнайтед», «Саутенд Юнайтед», «Челси», «Брентфорд» и «Йовил Таун».

## Клубная карьера

### «Лейтон Ориент» и «Саутгемптон»
Дэвид Уэбб родился в Стратфорде (с 1965 года входящем в графство Большой Лондон) и начал свою карьеру как любитель с «Вест Хэм Юнайтед», затем он занялся профессиональной карьерой и в мае 1963 года он переходит в «Лейтон Ориент». Дебютировал в лиге в сезоне 1964/65. В марте 1966 года, после 62 игр и 3 голов, он перешёл в «Саутгемптон» в обмен на Джорджа О’Брайена. За «святых» он забил два гола в 75 играх.

## Достижения
Командные
 «Челси»
- Обладатель Кубка Англии (1): 1970
- Обладатель Кубка обладателей кубков УЕФА (1): 1971
- Итого: 2 трофея

Личные
- Игрок года по версии болельщиков «Челси» (2): 1969, 1971